# 1980년 동계 올림픽 리히텐슈타인 선수단
1980년 동계 올림픽 리히텐슈타인 선수단은 미국 레이크플래시드에서 개최된 1980년 동계 올림픽에 참가한 올림픽 리히텐슈타인 선수단이다.

## 메달리스트

### 금메달
- 헤니 웬첼 — 알파인 스키, 여자 회전
- 헤니 웬첼 — 알파인 스키, 여자 대회전

### 은메달
- 헤니 웬첼 — 알파인 스키, 여자 활강
- 안드레아스 웬첼 — 알파인 스키, 남자 대회전

## 참조
- 올림픽 공식 결과 보관됨 2012-02-04 - 웨이백 머신